# Javier Insfrán
Javier Insfrán Torres (18 de septiembre de 1999) es un deportista paraguayo que compite en remo.
Ganó medalla de plata en los Juegos Sudamericanos 2022 y compitió en los Juegos Olímpicos de París 2024 .

## Carrera
Su formación lo realiza en el Botafogo de la ciudad de Río de Janeiro.
Ganó los Juegos Panamericanos Junior 2021 celebrados en Cali, Colombia. También ganó el oro en los Juegos Bolivarianos de Valledupar 2022. Compitiendo en los Juegos Sudamericanos 2022 en Asunción, ganó una medalla de plata en scull individual masculino.
En marzo de 2024, obtuvo la clasificación para los Juegos Olímpicos de 2024 con su actuación en las eliminatorias sudamericanas en Río de Janeiro. Compitió en París 2024 alcanzando los cuartos de final de scull individual masculino a través del repechaje a pesar de terminar inicialmente último en su primera serie de clasificación.